# Charlie George
Frederick Charles George, detto Charlie (Islington, 10 ottobre 1950), è un ex calciatore inglese.

## Palmarès

### Club

#### Competizioni nazionali
- Campionato inglese: 1

Arsenal: 1970-1971
- Coppa d'Inghilterra: 1

Arsenal: 1970-1971
- Community Shield: 1

Derby County: 1975
- Campionato scozzese: 1

Dundee United: 1982-1983

#### Competizioni internazionali
- Coppa delle Fiere: 1

Arsenal: 1969-1970
- Coppa dei Campioni: 1

Nottingham Forest: 1979-1980